# Баборня
«Баборня» — роман українського письменника Мирослава Лаюка. Уперше опублікований в Україні 2016 року у «Видавництві Старого Лева». Книжка увійшла у Довгий список літературної премії Книга року ВВС-2016, а згодом і у короткий.

## Опис
Марія Василівна, 71-річна вчителька біології, підсумовує своє життя й виправдовує його вагомість тим, що в нім була присутня велика любов, хоч і в далекому минулому. Одначе те кохання, а за ним і решта фактів, стає сумнівним, коли в шафі свого покійного чоловіка-підполковника літня жінка знаходить подвійне дно… Організація клубу юних атеїстів і розслідування факту з'яви Богоматері, дві мертві людини і безліч тварин у формаліні, зйомки у музичному фільмі з популярною співачкою і пошук порозуміння з найріднішими, краса буднів, жах буднів… Це спроба гідно довести всі справи до кінця, знаючи, що вже нічого не можливо виправити. Та чи є місце людяності у глухих кутах?

## Відгуки
Член журі Книга року Бі-Бі-Сі Марта Шокало написала, що роман «Баборня» Лаюка … схожий на розтин. Автор, із незворушністю студента-медика, ніби копирсається у трупі і вивчає людські органи, понівечені хворобами". Літературний оглядач Євгеній Стасіневич у своїй рецензії описує одну з магістральних тем «Баборні» так: «Без сумніву, оця письменницька нехіть і неприязнь, навіть ненависть до старшого — принципово негероїчного — покоління дідів і бабусь могла б бути чудовою романною емоцією, такою, що намертво цементує собою текст: могло би вийти яскраво і сильно, свіжо і „по-справжньому“. Проте Лаюк маскує цю емоцію іронією і сатирою, навіть гротеском — і „Баборня“ безкінечно втрачає від цього.». Літературний критик Ярослава Стріха, член журі премії ЛітАкцент року у своєму огляді цього роману написала так: «У центрі роману — проста теза про те, що оцінка подій залежить від суб'єктивної перспективи, і в сюжеті це розіграно подиву гідно майстерно…Один і той самий набір подій для когось із героїв — романтична драма про приречене кохання, а для когось — чи не шпигунський роман. Образи повторюються, двояться, розшаровуються у бездонний mise en abyme. Не можна сказати, що в цій рекурсивній конструкції немає нічого зайвого — але його значно менше, ніж можна було боятися, й елегантності структура від того не втрачає.»

## Відзнаки
«Баборня» потрапила до короткого списку премії Книга року ВВС 2016. У 2017 році роман увійшов до фіналу премії «Еспресо. Вибір читачів» у номінації «Доросла література».

## Видання
- 2016 рік — «Видавництво Старого Лева» (укр.)
- 2017 рік — «Видавництво Старого Лева» (видання друге)